# Veep – Die Vizepräsidentin
Veep – Die Vizepräsidentin (Originaltitel: Veep) ist eine US-amerikanische Dramedy-Fernsehserie von Armando Iannucci und verwendet den gleichen visuellen Stil wie dessen BBC-Politiksatire The Thick of It. Sie handelt von einer fiktiven Vizepräsidentin der USA und ihrem Alltag im Staatsbüro. Die Erstausstrahlung erfolgte am 22. April 2012 beim Kabelsender HBO. Bei der Primetime-Emmy-Verleihung 2012 wurde die Serie in drei Kategorien nominiert, wobei die Hauptdarstellerin Julia Louis-Dreyfus den Preis in der Kategorie Outstanding Lead Actress in a Comedy Series gewinnen konnte. Bei den Emmy-Verleihungen 2016 und 2017 wurden sowohl die Serie als auch die Hauptdarstellerin prämiert. Insgesamt stellte Louis-Dreyfus einen Rekord von sechs Emmys in Folge für dieselbe Rolle auf.
Am 24. Mai 2017 wurde die Serie um eine siebte – und letztlich finale – Staffel verlängert, welche aus sieben Episoden bestand. Somit endete die Serie am 12. Mai 2019 nach 65 ausgestrahlten Episoden.

## Handlung

### 1. Staffel
In der ersten Staffel geht es maßgeblich um die Eingewöhnung von Selina in das Amt der Vizepräsidentin. Sie versucht, ihre „Grüne-Jobs“-Kampagne und eine „Filibuster-Reform“ voranzutreiben, scheitert aber oft aufgrund der mangelnden Unterstützung des Präsidenten.

### 2. Staffel
Die zweite Staffel beginnt mit den Halbzeitwahlen. Die Partei der „Veep“ und des Präsidenten verliert fatal. Der Präsident stellt Kent Davison als politischen Berater ein. Selina kennt ihn bereits aus den Vorwahlen. Im Verlauf der zweiten Staffel wird Selina immer unzufriedener mit ihrer Position und beschließt, bei den nächsten Wahlen nicht mehr mit dem Präsidenten anzutreten. Am Ende der Staffel kündigt der Präsident an, selbst nicht mehr zu kandidieren, was für Selina der Start für ihren eigenen Wahlkampf um das Präsidentenamt ist.

### 3. Staffel
Die dritte Staffel beginnt damit, dass Selina auf einer Buchtour ist und ihr neues Buch vorstellt. Mit dieser Tour legt sie bereits die Grundsteine für ihre Wahlkampagne. Währenddessen sind die anderen auf Mikes Hochzeit. Dan erfährt, dass Jonah der West Wing Man ist, welcher ein Whistleblower ist, der seit längerem Dinge aus dem West Wing postet. Jonah postet ein Bild, auf dem die Mitarbeiter der Veep ganz aufgeregt sind, nachdem sie erfahren haben, dass der Verteidigungsminister zurücktritt. Dan, der Jonah eins auswischen möchte, erzählt Kent davon, der daraufhin Jonah feuert. Der Präsident, der vorerst noch geheim halten wollte, dass er zur nächsten Wahl nicht antreten möchte, muss jetzt seine Absichten, nicht mehr kandidieren zu wollen, öffentlich machen.

## Figuren

### Hauptfiguren
- Selina Catherine Meyer (geb. Eaton): Sie ist eine ehemalige Senatorin aus Maryland, die zu Beginn der Serie die titelgebende Rolle der Vizepräsidentin der Vereinigten Staaten einnimmt und ein schwieriges Verhältnis zum Präsidenten hat. Nachdem der Präsident davon abgesehen hat, für eine zweite Amtszeit zu kandidieren, kandidiert sie selbst für das Präsidentenamt. Ende der dritten Staffel wird sie schließlich Präsidentin, nachdem der Präsident aus familiären Gründen zurückgetreten ist. Aufgrund eines historischen Unentschiedens im folgenden Wahlkampf und des komplexen Verfassungsrechts verliert sie zum Ende der fünften Staffel gegen Laura Montez im Präsidentschaftswahlkampf. In Staffel 6 gründet sie eine nach ihr benannte Stiftung und veröffentlicht ihre Autobiografie: A Women First: First Women, nur um am Ende der Staffel erneut für das Präsidentenamt zu kandidieren. Sie ist geschieden und Mutter einer Tochter, Catherine. Mit ihrem Ex-Mann führt sie eine Art On-Off-Beziehung.
- Amy Brookheimer: Sie ist die Stabschefin der Vizepräsidentin. Regelmäßig opfert sie ihren Ruf, um Selinas politische Karriere zu retten. Aufgrund ihrer Überstrapaziertheit ist sie nicht in der Lage sich auf längere romantische Beziehungen einzulassen, sehr zum Missfallen ihrer Familie. Für Dan, mit dem sie eine kurzzeitige Affäre hatte, hat sie möglicherweise noch Gefühle. Später wird sie Selinas Wahlkampfmanagerin, steigt aber aus, nachdem sie sich im Ärger über eine Beraterin und alte Freundin Selinas Luft gemacht hat. Nach dem historischen Wahlunentschieden tritt sie dem Meyer-Team wieder bei und überwacht die Neuauszählung der Wahlstimmen im Bundesstaat Nevada, der entscheidend für Selinas Wahlsieg wäre. Ein weiteres Merkmal neben ihrer Überstrapaziertheit ist ihre sehr direkte und oftmals vulgäre Ausdrucksart.
- Gary Walsh: Selinas persönlicher Assistent aus Alabama, der ihr vollkommen ergeben und loyal gegenübersteht. Er ist Einzelkind, Sohn von Imogene und Judge, den er sogar bei seinem Vornamen nennt. Sozial ist er ein wenig unbeholfen und zeigt ein eher wenig männliches Verhalten. Er hat einen Abschluss im Hotelmanagement von der Cornell University. Trotz seines eher minderwertigen Jobs und den vielen Demütigungen, denen er ausgesetzt ist, ist er mit viel Eifer bei der Sache und stolz auf seine Position. Er trägt Selinas Habseligkeiten in einer Umhängetasche, die er als seinen „Leviathan“ bezeichnet. Häufig liefert er Selina direkte Informationen zu den Personen, denen sie gegenübersteht. Nachdem Selina die Wahl verloren hat, bleibt er auch in Staffel 6 ihr Assistent.
- Dan Egan: Dan ist Selinas selbstbewusster und sehr ambitionierter stellv. Kommunikationschef, der aufgrund seiner Networking-Fähigkeiten in D.C. bestens vernetzt ist und einen klassischen Frauenhelden darstellt. So bandelte er etwa mit Töchtern hochrangiger Politiker an, um seine politische Karriere voranzutreiben. Er wird gefeuert, nachdem er einen Nervenzusammenbruch erlitten hat, kehrt allerdings bald als stellv. Wahlkampfmanager ins Meyer-Team zurück, nachdem er mit wenig Erfolg als Lobbyist und bei CNN beschäftigt war. Nach Selinas Wahlniederlage übernimmt er in Staffel 6 eine Moderatorenstelle bei CBS This Morning und hat dort einige Probleme mit seinen Co-Moderatoren und seinem Programmchef. Zum Ende der Staffel tritt er wieder Selinas Wahlkampf-Team bei.
- Jonah Ryan: Zu Beginn ist er der Verbindungsbeamte zwischen dem Weißen Haus und dem Büro der Vizepräsidentin. Er legt sich ständig mit den Mitarbeitern der Letzteren an, die selbst nur sehr wenig für ihn übrig haben. Er scheut sich nie davor, Frauen sexuelle Avancen zu machen, darunter auch Amy. Bisweilen hat er ein leicht reizbares Gemüt. Während der dritten Staffel wird er gefeuert, da er einen Blog betrieb, der Insider-Informationen des Weißen Hauses verriet und stellt daraufhin eine neue Website namens „Ryantology“ online, auf der er Verschwörungstheorien und Ähnliches veröffentlicht. Während Selinas kurzer Amtszeit als Präsidentin, fungiert er erneut als Verbindungsrohr, dieses Mal zu Vizepräsident Doyle. Später gehört er ebenfalls zum Wahlkampfteam, bis ein Kongressabgeordneter aus New Hampshire stirbt und er für diesen Sitz kandidiert, um Selinas Wahlkampfsieg zu ermöglichen. Mit der Unterstützung seines Onkels gewinnt er diesen Sitz, kann Selinas Niederlage dennoch damit nicht verhindern. Während seiner Zeit als Kongressabgeordneter wird bei ihm Hodenkrebs festgestellt, den er nach dessen Bekämpfung weiterhin als Vorwand benutzt, um durch Mitleid bei den Wählern zu punkten. Im Laufe der sechsten Staffel sorgte er für den Shutdown der Regierung, nachdem er und einige Vertraute das erneute Anheben der Schuldenobergrenze im US-Haushalt abgelehnt haben. Parallel verlobt er sich mit Shawnee Tanz, der Tochter eines wichtigen Geldgebers, und konvertiert zum Judentum. Zum Ende der sechsten Staffel streicht ihn sein Onkel von der Nominiertenliste und ersetzt ihn durch seinen Cousin Ezra. Nachdem er kurzzeitig arbeitssuchend ist, kandidiert er in der Folge ebenfalls für das Präsidentenamt.
- Mike McLintock: Der Kommunikationschef, der Präsident und damit der direkte Kanal zur Presse. Im Gegensatz zu den meisten seiner Kollegen ist er mit relativ wenig Einsatz bei der Arbeit, wofür er auch regelmäßig aufgezogen wird. Darüber hinaus ist er eher unreif, was sich darin zeigt, dass er beispielsweise mit Geld nicht umgehen kann und nicht selten für seine naive Art verspottet wird. In Staffel 3 heiratet er die Reporterin Wendy Keegan, die ihm deutlich überlegen ist. Sie adoptieren später eine Adoptivtochter aus China und bekommen durch eine Leihmutterschaft zusätzlich Zwillinge.
- Sue Wilson: Die Sekretärin der Vizepräsidentin, deren Markenzeichen ihre sehr direkte und nüchterne Art ist. So sieht sie sich selbst als drittwichtigste Person auf der Welt. Sie behält ihren Posten auch nachdem Selina gegen Laura Montez den Präsidentschaftswahlkampf verloren hat, tritt in Staffel 6 jedoch nicht auf.
- Ben Cafferty: Der Stabschef der Weißen Hauses unter Präsident Hughes und Selina. Auch wenn er ein eher depressives und konservatives Verhalten an den Tag legt, ist er bei Kollegen beliebt und wird sogar gefürchtet, während er für seine Kollegen selbst nicht viel übrig hat. Er sieht in den meisten Dingen stets das Schlimmste und entzieht sich bei Problemen nicht selten der Verantwortung. Er scheint eine Schwäche für asiatische Frauen zu haben, da er bereits mehrmals mit welchen verheiratet war. Bis Ende der fünften Staffel bleibt er eine der wichtigsten Vertrauenspersonen Selinas, tritt nach der Niederlage jedoch zusammen mit Kent Jonahs Stab bei und kehrt diesem später allerdings wieder den Rücken.
- Kent Davison: Der Chefstratege des Weißen Hauses, der vor allem durch sein pedantisches und roboterhaftes Verhalten auffällt. Häufig korrigiert er seine Mitmenschen und wirft beinahe obsessiv mit Zahlen und Statistiken um sich bzw. lässt Umfragen zu den verschiedensten Themen beauftragen. Ihm ist die Meinung der Bevölkerung von Selina und ihrer Tochter sehr wichtig. Er ist Mitglied in einem Motorrad-Club und hat eine taubstumme Frau. Zusammen mit Ben tritt er in Staffel 6 dem Stab von Jonah bei, nur, um am Ende wieder Selina zu unterstützen.
- Richard Splett: Er tritt dem Meyer-Team in Staffel drei bei, wird später Amys und Jonahs Assistent. Er besticht vor allem durch seine Inkompetenz. Nachdem Selina herausgefunden hat, dass er einen Doktortitel in Wahlrecht hat, befördert sie ihn und Jonah wird im Gegenzug sein Assistent. Nach Jonah in den Kongress gewählt wird, wird Richard sein Stabschef. Nach Selinas Wahlniederlage übernimmt er in Staffel 6 diesen Posten in ihrer Stiftung.

### Nebenfiguren
- Catherine Meyer: Selinas Tochter, die ein eher angespanntes Verhältnis hat, da ihre Lebensentscheidungen häufig direkten Einfluss auf die Karriere ihrer Mutter haben. Sie hat sehr liberale Ansichten, die nicht immer mit denen ihrer Mutter konform gehen, und ist beim Volk eher unbeliebt. Später studiert sie Filmwissenschaften und hat zwischenzeitlich Beziehungen zu einem arabischstämmigen Mann und einem Lobbyisten, was jeweils schwere Auswirkungen auf das Team ihrer Mutter hat. Während der fünften Staffel dreht sie eine Dokumentation über die Arbeit und das Umfeld ihrer Mutter und verliebt sich dabei in die Secret-Service-Agentin Marjorie Palmiotti, mit der sie später eine Beziehung eingeht. In Staffel 6 wird sie durch künstliche Befruchtung mit Richards Baby schwanger und bringt zum Ende der Staffel einen Sohn zur Welt. Des Weiteren wurde sie im Testament ihrer verstorbenen Großmutter großzügig bedacht, weshalb sie ihrer Mutter nach dem Ende ihrer Präsidentschaft finanziell unterstützen muss und sie bei sich und Marjorie in deren Stadthaus wohnen lässt. Zu Beginn legt sie ein eher schüchternes Verhalten an den Tag und lässt sich von ihrer Mutter regelmäßig Vorschriften machen. Im Verlauf der Serie gewinnt sie an Selbstbewusstsein und kann sich gegenüber anderen deutlich besser behaupten.
- Ted Cullen: Selinas ehemalige Kurzzeitaffäre in der ersten Staffel. Sie wird von ihm schwanger, erleidet allerdings eine Fehlgeburt. Gary muss auf Verlangen Selinas die Beziehung beenden, nachdem sie der Überzeugung ist, Ted wolle sie abservieren.
- Ed Webster: Amys zwischenzeitlicher Freund.
- Dana: Garys besitzergreifende Freundin in Staffel 2 und 3. Sie gründen zwischenzeitlich ein Käseunternehmen. Gary muss die Beziehung später auf Aufforderung Selinas beenden.
- Andrew Meyer: Selinas Ex-Mann und Catherines Vater. Trotz der Scheidung führt er eine Art On-off-Beziehung mit Selina, sehr zum Missfallen ihres Teams, das ihn als eine ihrer Schwächen ansieht. Er ist ein sehr erfolgreicher Geschäftsmann, auch wenn er keinen Hehl daraus macht, Selinas Macht für seine Karriere zu nutzen. Im Gegenzug bandelt sie häufig mit ihm wieder an, um auf Fördergelder für ihre Kampagnen zu hoffen. Im Verlauf der Serie wird gezeigt, dass er Selina gegenüber häufig untreu ist und mit verschiedenen Frauen Kurzzeitbeziehungen führt.
- Wendy Keegan: Mikes Ehefrau, die Reporterin ist und ihm überlegen ist. Sie adoptieren später ein Baby und bekommen zusätzlich Zwillinge durch Leihmutterschaft.
- Charlie Baird: Er ist ein wohlhabender Wall-Street-Boss, mit dem Selina in Staffel 5 ein Verhältnis eingeht. Später wird daraus eine eher erzwungene Beziehung, da Leon West von dem Verhältnis erfährt. Im Gegensatz zu vielen anderen hat er ein gutes Verhältnis zu Gary. Später stellt ihm der Präsidentschaftskandidat Bill O’Brian den Posten des Finanzministers in Aussicht, sollte er gewinnen. Aufgrund des Wahlunentschiedens wird O’Brians Vizekandidatin Montez neue Präsidentin. Charlie nimmt dieses Angebot an.
- Marjorie Palmiotti: Sie wird in Staffel 5 Selinas Bodyguard vom Secret Service und sieht ihr von hinten sehr ähnlich, was zunächst zu einigen Verwirrungen führt. Später geht sie eine Beziehung mit Catherine ein, heiratet sie und erwartet ein Kind mit ihr, welches zum Ende von Staffel 6 geboren wird. In Staffel 6 übernimmt sie eine leitende Position in der Meyer-Stiftung. Ihr Markenzeichen ist ihre ruhige, bisweilen emotionslose, sehr rationale Art. Ihre liberalen Ansichten verbinden sie stark mit Catherine, was sie gleichzeitig von Selina entfernt.

#### Politiker
- Abgeordneter Roger Furlong: Ein ambitionierter Kongressabgeordneter aus Ohio. Oft wettert er gegen das Vizepräsidentinnenbüro und droht regelmäßig mit Ermittlungen. Er hat eine sehr vulgäre und verletzende Ausdrucksweise und versucht gar nicht erst, seine beleidigenden Aussagen zu verschleiern. Häufig zielen seine Beschimpfungen auf seinen Assistenten Will ab, der ihm dennoch sehr loyal scheint. Furlong verliert in Staffel 1 die Gouverneurswahl in Ohio, unterstützt Selina später dennoch in ihrem Präsidentschaftswahlkampf. In Staffel 6 wird er der Vorsitzende der Minderheitsfraktion im Kongress.
- Will: Der Assistent des Kongressabgeordneten Furlong. Häufig ist er Beleidigungen seines Chefs ausgesetzt. Eine Art Running-Gag ist, dass er trotz des Terrors seitens seines Chefs nie gekränkt scheint, all seine Mitmenschen gut leiden können und ihn stets freundlich grüßen. Will ist verheiratet
- Speaker Jim Marwood: Er ist der Sprecher des Repräsentantenhauses. In Staffel 5 verhilft er Laura Montez zur Präsidentschaft, indem er eine erneute Abstimmung im Repräsentantenhaus ablehnt.
- Abgeordneter Owen Pierce: Ein sozial unbeholfener Kongressabgeordneter, der gegen Selina um das Präsidentenamt antritt. Er wird als äußerst inkompetent dargestellt. Er hat eine große Bewunderung für Selina.
- Senator Andrew Doyle: Zu Beginn ist er Senator und wird später Vizepräsident unter Selina. Er hat vor allem damit zu kämpfen, als Vizepräsident außen vor gelassen zu werden. Dafür rächt er sich, indem er Laura Montez seine Stimme gibt. Sie macht ihn später zu ihrem Außenminister. Ähnlich wie Furlong hat er ein sehr loses Mundwerk und ist sehr konservativ eingestellt.
- Teddy Sykes: Der Stabschef von Vizepräsident Doyle.
- Senator Bill O’Brian: Ein Senator aus Arizona. Er tritt gegen Selina im Präsidentschaftswahlkampf an. Nach dem historischen Unentschieden bei der Wahl wird seine Vizepräsidentschaftskandidatin Laura Montez neue Präsidentin, da Senator Doyle ihr die Stimme gibt und nicht Selina
- Senator Tom James: Ein hochangesehener Senator, der Selinas Vizepräsidentschaftskandidat wird, nachdem Doyle nicht bereit gewesen ist, nach der Wahl erneut diesen Posten zu übernehmen. Er ist sowohl bei seinen Kollegen, als auch bei den Wählern sehr beliebt, legt sich jedoch bald mit Selina an, nachdem er neben dem Vizepräsidentenamt auch gleichzeitig das Finanzministerium übernehmen will. Durch das Wahlunentschieden, würde er als Vizepräsident von Selina bei einem Sieg Selinas selbst Präsident werden, so wie Montez für O’Brian. Dies verärgert Selina nur noch mehr. Hinzu kommt, dass er sie bei einem Sieg als seine Vizepräsidentin vorschlägt, was aufgrund der Niederlage jedoch nicht eintritt.
- Präsidentin Laura Montez: Sie ist eine ehemalige Senatorin aus New Mexico, die Bill O’Brians Vizepräsidentschaftskandidatin wird. Als sowohl, im Repräsentantenhaus als auch im Senat unentschieden herrscht, wird sie als Vizepräsidentschaftskandidatin verfassungsgemäß Präsidentin. Auch deshalb, da Doyle ihr seine Stimme gibt.
- Danny Chung: Er ist zu Serienbeginn der Gouverneur von Minnesota. Als junger Kriegsveteran scheut er sich nicht davor genau diese Tatsache zu nutzen, um daraus politisches Kapital zu schlagen. Nachdem der Präsident getreten ist, ist er einer der größten Konkurrenten Selinas um das Präsidentenamt. Ein Running Gag ist, dass er in jeder Szene, in der er auftritt, seinen militärischen Heldenmut erwähnt, wofür er mit dem Purple Heart ausgezeichnet wurde. Als Doyle nicht erneut als Vizepräsidentschaftskandidat zur Verfügung steht, versucht Selina ihn zu gewinnen. Er lehnt jedoch ab und sie kandidiert notgedrungen zusammen mit Tom James.
- General Goerge Maddox: Der ehemalige Verteidigungsminister, der gegen Selina um das Präsidentenamt antritt. Wie Danny Chung lehnt auch er das Vizepräsidentenamt unter Selina ab, mit der er sowieso ein sehr angespanntes Verhältnis hat.
- Bill Ericsson. Einer der begnadetsten Wahlkampfmanager, der zunächst dieses Amt für den Kandidaten Joe Thornhill innehat. Ohne Erfolgsaussichten bei Letzterem, tritt er später Selinas Team als neuer Kommunikationschef bei. Nachdem das Meyer-Team einem Skandal gegenüber steht, wonach medizinische Daten geklaut wurden, um bewusst trauernde Eltern anzusprechen, wird Ericsson als Sündenbock hingestellt und daraufhin inhaftiert. Die Haftstrafe wird später zur Bewährung ausgesetzt und er setzt alles daran, Selinas politischer Karriere zu schaden.
- Joe Thrornhill: Ein ehemaliger Baseball-Trainer und Präsidentschaftskandidat. Häufig benutzt er Sport-Analogien um Politik zu erklären. Obwohl er zunächst in den Umfragen gut liegt, verliert er später das Momentum.
- Bob Bradley: Ein hochangesehener politischer Berater, den Selina in Staffel 5 ins Boot holt, um die Stimmenneuauszählung in Nevada zu überwachen. Er ist allerdings keine große Hilfe, da er an Alzheimer leidet, wie sich später herausstellt. Sein Spitzname ist „Der Adler“.
- Jeff Kane: Jonahs Onkel und einflussreicher Politiker aus New Hampshire, der als „Königsmacher“ bezeichnet wird, da er den Großteil der Wählerstimmen in New England kontrolliert. Er hilft seinem Neffen Jonah bei dessen Kandidatur in den Kongress, obwohl er ihm gegenüber offen sagt, dass er lediglich seine Marionette ist und eines Tages sein weiterer Neffe Ezra den Sitz übernehmen soll.
- Botschafter Mohammed bin Nasser bin Khalifa Al Jaffar: Er ist der katarische Botschafter in den Vereinigten Staaten, mit dem Selina in Staffel 6 eine Affäre eingeht. Nachdem sie ihre erneute Kandidatur für das Präsidentenamt angekündigt hat, muss sie die Beziehung zu ihm beenden, was sie emotional sehr mitnimmt.

#### Andere
- Sidney Purcell: Ein Öllobbyist, der versucht, durch die Vizepräsidentschaft Selinas Macht zu erlangen. In Staffel 4 arbeitet Dan eine Zeit lang für ihn, bis dieser ihn feuert. Auch er hat eine sehr vulgäre und zweideutige Ausdrucksweise. Ihm scheint es größtenteils nur um seinen Profit zu gehen.
- Leon West: Ein Washington Post-Reporter, der in Selinas Team kein gutes Ansehen genießt. Häufig steht er mit Mike in Kontakt, mit dem er eine Art persönliche Fehde hat. Es gelingt ihm immer wieder kritische Informationen zu entlocken. Zwischenzeitlich wird er im Iran als Geisel genommen und Selina muss widerwillig seine Freilassung aushandeln.
- Minna Häkkinen: In Staffel 2 ist sie die Premierministerin von Finnland, die Selina bei einem Auslandsbesuch kennenlernt. Später hat sie verschiedene politische Ämter inne. So arbeitet sie eine Zeit lang für den IWF und wird später eine Diplomatin, die in verschiedenen Konflikten vermittelt. Selina ist nicht sehr von ihr begeistert, was diese mit ihr absolut nicht teilt und sie sogar als Freundin betrachtet. Minna zeigt regelmäßig ihre Unkenntnis über Amerika und redet sehr unverfroren und direkt über persönliche Dinge.
- Lee Patterson: Sie war eine sehr kompetente, aber unscheinbare Person in Selinas Stab. So konnte sich keiner aus ihrem Team ihren Namen merken. Nachdem sie entlassen worden war, veröffentlichte sie die belastenden Dokumente, die belegen, dass trauernde Eltern auf Grundlage gestohlener Krankenakten angeschrieben wurden.
- Jane McCabe: Eine News-Anchorin von „CBS This Morning“ und damit Chefin von Dan in Staffel 6.

## Besetzung und Synchronisation
Die deutsche Synchronisation entstand bei der Cinephon Filmproduktions GmbH unter der Dialogregie von Stefan Ludwig, der auch alle Dialogbücher schrieb. Es kam bei der Serie zu zwei Umbesetzungen, Annina Braunmiller wanderte 2016 ins Ausland aus, weshalb ihre Rolle ab der sechsten Staffel mit Lara Trautmann neubesetzt wurde. Frank-Otto Schenk musste aufgrund einer Krankheit seine Rolle aufgeben, seine Rolle übernahm in der letzten und siebten Staffel Bodo Wolf, welcher bereits davor einige Nebenrollen sprach.

### Hauptbesetzung
Die Tabelle nennt die Schauspieler, ihre Rollennamen, ihre Zugehörigkeit zur Hauptbesetzung (●) bzw. zu den Neben- und Gastdarstellern (•) je Staffel, die Anzahl der Episoden mit Auftritten und die deutschen Synchronsprecher.
|                 |                     | Staffel | Staffel | Staffel | Staffel | Staffel | Staffel | Staffel |     |                                                               |
| Rolle           | Schauspieler        | 1       | 2       | 3       | 4       | 5       | 6       | 7       | Ep. | Synchronsprecher                                              |
| --------------- | ------------------- | ------- | ------- | ------- | ------- | ------- | ------- | ------- | --- | ------------------------------------------------------------- |
| Selina Meyer    | Julia Louis-Dreyfus | ●       | ●       | ●       | ●       | ●       | ●       | ●       | 65  | Sabine Arnhold                                                |
| Amy Brookheimer | Anna Chlumsky       | ●       | ●       | ●       | ●       | ●       | ●       | ●       | 65  | Annina Braunmiller (Staffel 1–5) Lara Trautmann (Staffel 6–7) |
| Gary Walsh      | Tony Hale           | ●       | ●       | ●       | ●       | ●       | ●       | ●       | 65  | Klaus-Peter Grap                                              |
| Dan Egan        | Reid Scott          | ●       | ●       | ●       | ●       | ●       | ●       | ●       | 65  | Karlo Hackenberger                                            |
| Jonah Ryan      | Timothy Simons      | ●       | ●       | ●       | ●       | ●       | ●       | ●       | 65  | Peter Lontzek                                                 |
| Mike McLintock  | Matt Walsh          | ●       | ●       | ●       | ●       | ●       | ●       | ●       | 65  | Frank Röth                                                    |
| Sue Wilson      | Sufe Bradshaw       | ●       | ●       | ●       | ●       | ●       |         | •       | 49  | Nadine Zaddam                                                 |
| Kent Davison    | Gary Cole           |         | •       | •       | ●       | ●       | ●       | ●       | 55  | Erich Räuker                                                  |
| Ben Cafferty    | Kevin Dunn          |         | •       | ●       | ●       | ●       | ●       | ●       | 54  | Frank-Otto Schenk (Staffel 1–6) Bodo Wolf (Staffel 7)         |
| Richard Splett  | Sam Richardson      |         |         | •       | ●       | ●       | ●       | ●       | 40  | Andi Krösing                                                  |

### Nebenbesetzung
| Rolle                    | Schauspieler            | Episoden | Synchronsprecher     |
| ------------------------ | ----------------------- | --- | -------------------- |
| Andrew Doyle             | Phil Reeves             | 1.02–1.04, 2.05, 2.10, 3.03, 3.08, 3.10–4.06, 5.01, 5.05, 5.09–5.10, 6.03, 7.07                                   | Kaspar Eichel        |
| Leon West                | Brian Huskey            | 1.02, 1.06, 2.06, 3.03, 4.04, 5.02, 5.06, 6.08–7.07                                                               | Rainer Fritzsche     |
| Catherine Meyer          | Sarah Sutherland        | 1.03, 2.02, 2.06, 2.08, 3.03, 3.06, 3.08, 3.10, 4.02, 4.04–4.05, 4.07–7.07                                        | Kathrin Neusser      |
| Sidney Purcell           | Peter Grosz             | 1.03, 1.05, 2.07, 2.09, 4.04–4.07, 5.01, 5.06, 5.09, 7.05                                                         | Jaron Löwenberg      |
| Danny Chung              | Randall Park            | 1.04, 2.01, 2.04, 2.07, 2.09–2.10, 3.02, 3.04, 3.08, 3.10, 4.05, 5.09, 6.10                                       | Jeffrey Wipprecht    |
| Bill O’Brian             | Brad Leland             | 1.04, 2.10, 4.07, 4.10, 5.02–5.03                                                                                 | Jürgen Kluckert      |
| Ted Cullen               | Andy Buckley            | 1.04, 1.06–1.07                                                                                                   | Uwe Büschken         |
| Roger Furlong            | Dan Bakkedahl           | 1.10–2.02, 2.05, 2.07, 2.10, 3.08, 4.01, 4.05, 5.02–5.04, 5.07, 5.09–6.02, 6.06–6.07, 6.09–6.10, 7.02, 7.05, 7.07 | Bernd Vollbrecht     |
| Will                     | Nelson Franklin         | 1.10–2.02, 2.07, 2.10, 5.02–5.04, 5.07, 5.09–6.02, 6.06–6.07, 6.09–6.10, 7.05, 7.07                               | Julien Haggége       |
| Sophie Brookheimer       | Mary Catherine Garrison | 2.01–2.02, 4.06, 5.02, 5.05, 7.01, 7.03                                                                           | Sandrine Mittelstädt |
| Dana                     | Jessica St. Clair       | 2.01, 2.04, 2.10, 3.02                                                                                            | Dascha Lehmann       |
| George Maddox            | Isiah Whitlock Jr.      | 2.03, 3.01–3.02, 3.05–3.06, 3.08, 4.05                                                                            | Dieter Memel         |
| Cliff                    | Craig Cackowski         | 2.03, 5.01–5.04                                                                                                   | Jens-Uwe Bogadtke    |
| Speaker Jim Marwood      | David Rasche            | 2.04, 2.07, 4.01, 5.06–5.07, 5.09–5.10, 6.07                                                                      | Reinhard Kuhnert     |
| Minna Hakkinen           | Sally Phillips          | 2.05, 3.06, 5.08, 6.03, 7.06                                                                                      | Antje von der Ahe    |
| Andrew Meyer             | David Pasquesi          | 2.06, 2.08, 2.10, 3.06, 5.04, 5.08–5.09, 6.01–6.02, 6.05, 6.10, 7.03, 7.05–7.07                                   | Nicolas König        |
| Ed Webster               | Zach Woods              | 2.06, 2.10, 3.05                                                                                                  | Hannes Maurer        |
| Wendy Keegan             | Kathy Najimy            | 3.01–3.02, 3.08–3.09, 4.07, 5.03–5.05, 5.10–6.01, 7.03–7.04                                                       | Almut Zydra          |
| Bill Ericsson            | Diedrich Bader          | 3.05, 3.09, 4.01–4.04, 4.06–5.01, 5.06–5.09, 6.09–7.01, 7.04, 7.07                                                | Matti Klemm          |
| Joe Thornhill            | Glenn Wrage             | 3.05, 3.08–3.10                                                                                                   | Roman Kretschmer     |
| Owen Pierce              | Paul Fitzgerald         | 3.08, 4.02, 4.05, 4.08                                                                                            | Thomas Schmuckert    |
| Mrs. Ryan                | Nancy Lenehan           | 3.09, 5.05–5.06, 5.08, 6.10–7.02, 7.04–7.07                                                                       | Eva-Maria Werth      |
| Teddy Sikes              | Patton Oswalt           | 4.01–4.05, 5.07, 6.10–7.04                                                                                        | Jens Wawrczeck       |
| Karen Collins            | Lennon Parham           | 4.04–4.05, 4.10, 5.03–5.04, 5.06, 7.05                                                                            | Gerit Kling          |
| Tom James                | Hugh Laurie             | 4.05–5.02, 5.04–5.07, 5.09–5.10, 6.07, 7.01–7.04, 7.07                                                            | Klaus-Dieter Klebsch |
| Greg Hart                | Scott Adsit             | 4.10–5.01, 5.08–5.09, 6.08, 7.03–7.04, 7.07                                                                       | Peter Flechtner      |
| Marjorie Palmiotti       | Clea DuVall             | 5.01, 5.03–7.07                                                                                                   | Peggy Sander         |
| Candi Caruso             | Morgan Smith            | 5.01, 5.06–5.07, 5.10, 6.07–6.08                                                                                  | Lisa Braun           |
| Wayne                    | Wayne Wilderson         | 5.01–5.03, 5.06, 5.09–5.10, 6.04, 7.03, 7.05                                                                      |                      |
| Laura Montez             | Andrea Savage           | 5.02–5.03, 5.10, 6.04, 6.06–6.08, 7.07                                                                            | Tanja Fornaro        |
| Buddy Calhoun            | Matt Oberg              | 5.02, 5.04, 5.07, 5.10–6.03, 7.01, 7.03–7.07                                                                      | Armin Schlagwein     |
| Charlie Baird            | John Slattery           | 5.02–5.04, 5.06, 5.09–5.10                                                                                        | Stefan Staudinger    |
| Bob Bradley              | Martin Mull             | 5.02–5.04, 5.10                                                                                                   | Bodo Wolf            |
| Botschafter Al Jaffar    | Usman Ally              | 5.04, 5.10, 6.06, 6.08–6.10                                                                                       | Samir Fuchs          |
| Monica Kimball           | Lauren Bowles           | 5.04, 5.08–5.09, 6.10                                                                                             | Schaukje Könning     |
| George Huntzinger        | Brian Doyle-Murray      | 5.04, 5.09, 6.05                                                                                                  | Horst Lampe          |
| Jeff Kane                | Peter MacNicol          | 5.05–5.09, 6.09, 7.04, 7.06–7.07                                                                                  | Tobias Meister       |
| Abgeordneter Bill Jaeger | Seth Morris             | 5.05, 5.07, 6.03, 6.06, 6.09, 7.07                                                                                |                      |
| Abgeordneter Graves      | Phil LaMarr             | 5.07, 5.09–5.10, 6.09                                                                                             | Sven Gerhardt        |
| Präsident Lu Chi-Jang    | Tzi Ma                  | 5.08, 5.10., 6.05, 7.06                                                                                           | Wolfgang Condrus     |
| Abgeordneter Clark       | J. P. Manoux            | 5.09–6.01, 6.03, 6.07–6.09, 7.03                                                                                  |                      |
| Abgeordnete Gellardi     | Jessica Chaffin         | 5.10, 6.06–6.09                                                                                                   | Claudia Gáldy        |
| Jane McCabe              | Margaret Colin          | 6.01–6.02, 6.04–6.06, 6.08–7.01, 7.07                                                                             | Arianne Borbach      |
| Stevie                   | Paul Scheer             | 6.01–6.02, 6.04–7.01                                                                                              | Michael Deffert      |
| Sherman Tanz             | Jonathan Hadary         | 6.04–6.05, 6.08–6.10, 7.04, 7.07                                                                                  | Stefan Gossler       |
| Shawnee Tanz             | Mary Holland            | 6.05–6.09 | Patrizia Carlucci    |
| Brie Ramachandran        | India de Beaufort       | 6.05–6.09, 7.03                                                                                                   | Esra Vural           |
| Keith Quinn              | Andrew Daly             | 7.01, 7.03–7.07                                                                                                   | Stefan Krause        |
| Michelle York            | Rhea Seehorn            | 7.01–7.04, 7.07                                                                                                   | Juliane Kindler      |
| Beth Ryan                | Emily Pendergast        | 7.01–7.07 | Ilona Brokowski      |
| Lloyd Hennick            | John Carroll Lynch      | 7.01, 7.04, 7.06                                                                                                  | Detlef Bierstedt     |
| Kemi Talbot              | Toks Olagundoye         | 7.02–7.05, 7.07                                                                                                   | Isabelle Höpfner     |

### Gastdarsteller
Zu den wichtigen Gastdarstellern zählen:
| Staffel 1: - Kate Burton als Senatorin Barbara Hallowes - Eddie Jones als Chuck Furnam - Patrick Fischler als Ken - Barry Shabaka Henley als Lebensmittelkettenbesitzer - Kevin Heffernan als Lebensmittelkettenbesitzer Staffel 2: - Kumail Nanjiani als Statistiker - Patrick McDade als Mr. Brookheimer - Walid Amini als Rahim - Pete Burris als Colonel Jeffcoat - Remy Auberjonois als Vince Hessler - Dave Foley als Osmo Häkkinen - Mimi Kennedy als Mary King - Delaney Williams als Joe Walker - Allison Janney als Janet Ryland - Ptolemy Slocum als Cody Marshall Staffel 3: - Kevin O’Rourke als Blake Stewart - Lee Armstrong als Cowgill's Neffe - Dana Powell als Kelly - Tracie Thoms als Alicia Bryce - Edwina Findley Dickerson als Dee - Tim Baltz als Craig Jergensen - Mary Grill als Melissa Conners - Lindsey Kraft als Cassie Langley | - Christopher Meloni als Ray Whelans - Darren Boyd als Vizepremierminister Peter Mitchell - Justin Edwards als Rob - Andrew Leeds als Jackson - Nick Wyman als Quincy Carter Staffel 4: - Jessie Ennis als Leigh Patterson - Zak Orth als Jim Owens - Michaela Watkins als Patty - Dakin Matthews als Ballonverkäufer - Michael Torpey als Jason - Navid Negahban als Abbas - LaMonica Garrett als Freddy Wallace - Carolyn Mignini als Gouverneurin Cecile - Mo Gaffney als Deborah - Patricia Kalember als Sarah - Suzy Nakamura als Anna - David Beach als Mr. Rakes - Ethan Phillips als Mr. Wallace - Melanie Nicholls-King als Ms. Bennett - Juliet Adair Pritner als Mrs. Brewer - Tom McGowan als Abgeordneter Moyes - Selenis Leyva als Gouverneurin Ramos - Orlagh Cassidy als Sally Davenport - Neil Casey als Matty Curtis Staffel 5: - Nigel Gibbs als Keith - Harris Yulin als Roger Whitman - Rose Abdoo als Richterin - Sarayu Blue als Dr. Mirpuri | - Meredith Hagner als Debralee - Jim O’Heir als Mr. Brookheimer - K Callan als Judy Sherman - John Ross Bowie als Fokusgruppenmitglied - Stephnie Weir als Penny Nickerson - Lee Chen als Übersetzerin - Sumalee Montana als Joyce Cafferty - Hector Hugo als Alejandro Montez - Rick Overton als Abgeordneter Spencer Staffel 6: - Robert Pine als Präsident Stevenson - Amy Brenneman als Regina Pell - June Diane Raphael als Helen Wright - Bo Foxworth als Harry Steptoe - Stephen Fry als Nikolai Genidze - Eugene Alper als Murman Shalikashvili - Peter Banifaz als Oleg Petradze - Ivar Brogger als Dr. Ron Addis - Susan Isaacs als Dr. Diane - Eugene Cordero als Buzzy Kanahale - Nicki Micheaux als Nyaring Ayun - Deanne Bray als Julie - Toby Huss als Quarty Sturges - Stephen Root als Judge Walsh - Jean Smart als Imogene Walsh - Adam Scott als Moderator der Tonight Show Staffel 7 - William Fichtner als Felix Wade - Katie Aselton als Stephanie - Geoff Pierson als General Stattler - Keegan-Michael Key als Jordan Thomas Jr. - Michael McKean als Gouverneur Ballentine |

## Ausstrahlung
Vereinigte Staaten
Nachdem Armando Inanucci und Simon Blackwell die Pilotfolge 2011 geschrieben hatten, wurde von HBO anschließend eine komplette erste Staffel bestellt. Die Premiere erfolgte am 22. April 2012 auf dem US-amerikanischen Kabelsender HBO. Am 10. Juni 2012 wurde die Ausstrahlung der ersten Staffel nach acht ausgestrahlten Episoden beendet. Bereits Ende April 2012 wurde Veep von HBO für eine zweite Staffel mit weiteren zehn Episoden verlängert. HBO begann mit der Ausstrahlung der zweiten Staffel am 14. April und beendete diese am 23. Juni 2013. Anfang Mai 2013 wurde die Produktion einer dritten Staffel mit zehn Episoden bekannt gegeben. Die Ausstrahlung dieser dritten Staffel begann am 6. April und wurde am 11. Juni 2014 mit einer Doppelfolge beendet. Nur zwei Wochen später verlängerte HBO die Serie um eine vierte Staffel, deren Ausstrahlung seit dem 12. April 2015 erfolgt. Im April 2015 verlängerte HBO die Serie um eine fünfte Staffel.
Deutschsprachiger Raum
Die deutschsprachige Erstausstrahlung der ersten Staffel sendete der Pay-TV-Sender Sky Atlantic HD vom 13. November 2012 bis zum 1. Januar 2013.
Die zweite Staffel strahlte der Sender vom 4. September bis 6. November 2013 aus. Die 3. Staffel wurde vom ab 10. September bis 5. November 2014 auf Sky Atlantic HD ausgestrahlt.

## DVD- und Blu-ray-Veröffentlichung
Vereinigte Staaten
- Staffel 1 erschien am 26. März 2013
- Staffel 2 erschien am 25. März 2014
- Staffel 3 erschien am 31. März 2015
- Staffel 4 erschien am 19. April 2016
- Staffel 5 erschien am 11. April 2017
- Staffel 6 erschien am 12. September 2017

Vereinigtes Königreich
- Staffel 1 erschien am 3. Juni 2013
- Staffel 2 erschien am 2. Juni 2014
- Staffel 3 erschien am 30. März 2015
- Staffel 4 erschien am 18. April 2016
- Staffel 5 erschien am 10. April 2017
- Staffel 6 erschien am 11. September 2017

Deutschland
- Staffel 1 erschien am 24. Mai 2013
- Staffel 2 erschien am 23. Oktober 2014
- Staffel 3 erschien am 2. April 2015
- Staffel 4 erschien am 19. Mai 2016
- Staffel 5 erschien am 27. April 2017
- Staffel 6 erschien am 23. November 2017

## Besonderheiten
- Während Selinas Zeit als Vizepräsidentin wird Präsident Hughes zwar häufig erwähnt, hat aber nie einen Auftritt. In Staffel eins wird dies im Besonderen als Running Gag genutzt, da Selina in fast jeder Folge ihre Sekretärin Sue fragt, ob der Präsident angerufen habe, was diese stets verneint.
- Selina hat große Probleme damit, sich Namen zu merken.
- Gouverneur Danny Chung erwähnt bei jedem seiner Gespräche seine Armee-Zeit und seine Heldentat, für die er mit dem Purple Heart ausgezeichnet wurde.
- Zu keiner Zeit wird in der Serie erwähnt, welchen Parteien die handelnden Personen angehören. Es spricht jedoch einiges dafür, dass Selina den Demokraten angehört, da die von ihr gewonnenen Bundesstaaten auf den Wahlgrafiken in Staffel 4 und 5 in deren Parteifarbe Blau erscheinen. Zudem haben fast alle Mitglieder ihres Stabes privat liberale Ansichten, auch wenn aus opportunistischen Gründen gern auch mal das Gegenteil vertreten wird.

## Kritik
„Sicher, man könnte Armando Iannucci schon einen gewissen Mangel an Originalität vorwerfen. Andererseits ist The Thick of It als Satire auf den Alltag des politischen Betriebs ein so grandioses Konzept, dass es davon gar nicht genug Folgen geben kann. Egal, woher sie kommen und unter welchem Titel sie laufen. Veep liefert mit dem Piloten eine sehr vergnügliche halbe Stunde, die eine Julia Louis-Dreyfus in Hochform zeigt. In Zukunft könnte die Serie allenfalls noch ein Stück bissiger werden.“

## Auszeichnungen
Julia Louis-Dreyfus erhielt sechs Jahre in Folge für ihre Leistung als Selina Meyer den Emmy-Award für die beste weibliche Hauptrolle in einer Comedyserie.